# Підземка (фільм)
«Підземка» (фр. Subway) — французька кінокартина 1985 року, знята режисером Люком Бессоном.

## Сюжет
Безтурботний бездомний Фред (Крістофер Ламберт) живе в дивному, але зачарованому світі паризького метро, де мешкає безліч ексцентричних персонажів і кримінальних елементів. Досвідчений зломщик сейфів, він здійснює вилазки наверх, тільки щоб зробити черговий грабіж. В одному з розкритих сейфів він знаходить документи, що компрометують якогось бізнесмена. Фред зв'язується з його дружиною Елен (Ізабель Аджані) і пропонує обміняти папери на готівку. Але шантаж провалюється. Виявляється, що Елен — красуня-дружина глави бандитського угруповання, байдужа до чоловіка і нудьгує у своїй «золотій клітці». Авантюрист Фред не викликає у неї страху, навпаки, здається їй дуже привабливим.
Фред розуміє, що перейшов дорогу гангстерові, а значить, бандити будуть його вистежувати. Він намагається сховатися в надрах підземки, і в цьому йому допомагають друзі — Роллер (Жан-Юг Англад / Jean-Hugues Anglade), який краде у перехожих сумки, і силач Великий Білл. Фреду вдається замести сліди, пограбувати поїзд, вислизнути від дурнуватих поліцейських. При цьому він встигає фліртувати з Елен. Фреду здається, що він нарешті зустрів жінку своєї мрії. Чому б тоді не реалізувати ще одну фантазію? Фред з дитинства хотів стати рок-зіркою. Він набирає групу з бродячих музикантів, серед яких є Ударник (Жан Рено) і Басист (Ерік Серра / Eric Serra). На гроші, отримані в результаті пограбування, вони викуповують у іншої групи право зіграти в переході підземки. Збулася мрія — Фред дає справжній концерт! Але розв'язка близька: Елен не встигає попередити його про небезпеку, і подільники її чоловіка наздоганяють Фреда під час виступу.

## У ролях
- Ізабель Аджані — Елен
- Крістофер Ламберт — Фред
- Жан Рено — барабанщик
- Рішар Боренже — продавець квітів
- Мішель Галабрю — комісар Жебер
- Жан-Юг Англад — ролер
- Жан Буїз — начальник станції
- Жан-П'єр Бакрі — інспектор Бетмен
- Жан-Клод Лека — Робін
- П'єр-Анж Ле Погам — Жан
- Ерік Серра — Енріко (бас-гітарист)

## Нагороди
- «Підземка» була номінована на приз BAFTA в категорії «Найкращий фільм іноземною мовою».
- Крістофер Ламберт отримав премію «Сезар» як найкращий актор. Фільм також отримав найпрестижнішу французьку премію в категоріях «Найкращі декорації» і «Найкращий звук». Номінації на «Сезар» отримали Ізабелль Аджані в категорії «Найкраща актриса», Карло Варіні (Carlo Varini) — «Найкращий оператор», Софі Шміт (Sophie Schmit) — «Найкращий монтаж», Бернар Бернард (Bernard Bernard) — «Найкращий постер до фільму», Ерік Серра — «Найкраща музика до фільму», Люк Бессон — «Найкращий режисер» і «Найкращий фільм». У номінації «Найкращий актор другого плану» були відзначені відразу три актори: Жан-Юг Англад (Jean-Hugues Anglade), Жан-П'єр Бакрі (Jean-Pierre Bacri) і Мішель Галабрю (Michel Galabru).
- «Підземка» змагалася за приз кінофестивалю Fantasporto як найкращий міжнародний фільм.

## Касові збори
«Підземка» посіла третє місце за касовими зборами у Франції в 1986 році. Фільм подивилися майже 3 мільйони осіб.